# Otea
L'otea (ʻōteʻa en tahitien) est une danse traditionnelle de Tahiti en Polynésie française. (Le tamure est une danse à deux inspirée de deux "pas" du ote'a: le "pa'oti" pour les hommes et le "varu" pour les femmes) . Le ote'a se pratique sous trois formes : le ote'a tane, dansé par les hommes, le ote'a vahine interprété par les femmes, et le ote'a amui mixte.

## Description
Les pas de danse sont ceux du 'ori tahiti, avec principalement le mouvement de jambe en ciseau pour les hommes, et le déhanchement pour les femmes. Le règlement de la compétition du heiva de Tahiti (festival de danse et de chant né des fêtes du 14 juillet) impose l'usage d'un lexique limité de 23 pas différents pour les hommes.
Les mouvements des bras et des mains sont identiques pour tout le groupe. Contrairement à l'aparima, la gestuelle de l'ote'a est relativement abstraite, mais reste liée au thème général de la danse.
L'ote'a se danse au rythme des percussions du to'ere, pahu et fa'atete. Le terme ote'a désigne ainsi également ce groupe musical des percussions.
Les costumes sont généralement en fibre végétale, fleurs, feuilles et pareo. Pour les femmes, ils sont constitués d'une jupe more, d'une coiffe, de colliers et de plumets tenus à la main.
La popularité de cette danse, la sophistication de ses costumes et les tournées internationales de groupes de danses tahitiens, ont fait de l'ote'a l'un des symboles de Tahiti et de la Polynésie.

## Histoire
L'ote'a est l'une des danses tahitiennes les plus anciennes. Déjà pratiquée avant l'arrivée des premiers explorateurs européens, elle fait partie des danses pratiquées aujourd'hui, dans une forme évoluée. Alors essentiellement masculine, Teuira Henry la décrit en 1928 comme une danse violente et saccadée, probablement une danse de guerre. La forme moderne fut fixée au cours de la seconde moitié du XXe siècle, dans le cadre des concours de danse des fêtes du tiurai (devenu heiva).

## Source
- Patrick O'Reilly, La danse à Tahiti, Nouvelles éditions latines, Paris.
- tahitienfrance.free.fr